# Shina Dark
Shina Dark (яп. シャイナ・ダルク 〜黒き月の王と蒼碧の月の姫君〜 Сяина Даруку куроки цуки но о: то со:хеки но цуки но химэгими) — комедийная фэнтези-манга, написанная Бундзуро Накаямой и иллюстрированная Хига Юкари, вышла в 2006 году. Изначально стартовала в журнале Dengeki Teioh (ASCII Media Works) и выпускалась до ноября 2006. После перерыва серия возобновилась в Dengeki Daioh. 3-й том вышел в марте 2008. Появление новых глав происходит нерегулярно. В специальном издании 3 тома содержался DVD с 4 AMV, которые анонсировали аниме. Как утверждает автор в первом томе манги, он пытался сочетать юмор, этти и драму.

## Сюжет
Согласно легенде, каждые сто лет, в день солнечного затмения дьявол Эскода пробуждается к жизни и из моря встает остров дьявола, Темная Сина. Проснувшись дьявол несет на землю смерть и разрушение. Однако его тягу к разрушению превосходит его похоть. Поэтому, дабы спастись от него все страны посылают ему в жертву юных девушек, включая и особ королевской крови. На деле Эксода вопреки легенде не желает ни устраивать войны, ни совращать присланных ему в жертву девушек и готов отпустить их домой. Однако, им некуда возвращаться — дома их считают шлюхами сатаны и там они встретят лишь презрение. Видя это, Эскода объявляет Темную Сину новой страной, которая станет новым домом для её невольных обитателей.

## Персонажи
Эксода Сэро Курау (яп. エクソダ・セロ・クラウ Экусода Сэро Курау) — владелец острова «Темная Сина». Способен отправить рыцаря в полет одним шелбаном. Добрый человек, как может заботится о обитателях своего острова и крайне отрицательно относится к героям на словах явившимся на его остров дабы убить Эксоду и освободить девушек присланных ему в жертву, а на деле презирающим их и ищущим лишь славы. Каждое его пробуждение он обнаруживает что в легенде о нём и его острове добавились новые пункты, к которым он сам не имеет никакого отношения. В частности, в последнее своё пробуждение он узнаёт что согласно легенде у него была тысяча жён и каждую ночь он проводил с десятью из них, а также нападал на города с целью заполучить себе ещё девушек. Несмотря на то что Эксода не имеет никакого отношения к авторам легенды о себе и не удерживает никого силой, многие тем не менее винят именно его в презрении которым встречают девушек Темной Сины на их родине и в горе родных этих девушек, связанном с необходимостью послать их в жертву дьяволу. Дабы сделать Темную Сину домом для её невольных обитателей, он объявляет её новой страной, однако не вводит никаких законов. Так как стране нужны лидер и представитель, он назначает принцесс Кристину и Гарэтт «Лунными Принцессами Близнецами», однако оговаривая что их титул — не более чем символ и реальной власти у них нет.
Кристина Рэй Холдэн (яп. クリスティナ・レイ・ホールデン Курэсутbyf Рэи Хору:дэн) — принцесса западного королевства, Истглория. Её матерью была крестьянка и она получала всю любовь своего отца. Она никогда не была претенденткой на трон, а после смерти отца, на неё обрушилась ненависть королевы. Та приказала убить и принцессу, и её мать, однако, слуги не решились тронуть принцессу, опасаясь бунта. Вместо этого ей в еду стали добавлять небольшие дозы яда, постепенно накапливающегося в её организме и единственное что она могла с этим сделать — принимать травы выводящие из организма яды. Ради блага своей страны, она согласилась отправиться на остров Темной Сины, где стала принцессой Голубой Луны. Хотя, изначально она не могла принести своей новой родине никакой пользы и единственное что у неё получалось хорошо — это играть в шахматы, она оказалась гениальным стратегом.
Гарэтт Фей Совадзи (яп. ガレット・フェイ・ソワージュ Гарэтто Фэи Сова:дзю) — принцесса из восточных земель империи Венсебль. Её отец отдал её на попечение одному из своих рыцарей который воспитал её как воина. После появления сына у её отца, тот практически забросил свою дочь. Дабы быть полезной своей стране и заслужить похвалу отца, Гарэтт согласилась отправиться на Темную Сину как жертва дьяволу. Там Эскода сделал её принцессой Зелёной Луны.